# 1-й воздушно-десантный корпус (СССР)
1-й воздушно-десантный корпус — формирование (воздушно-десантный корпус, соединение) воздушно-десантных войск авиации РККА, времён Великой Отечественной войны.
Сокращённое наименование — 1 вдк.

## История

### Первое формирование
Сформирован в апреле 1941 года из 1-й, 204-й и 211-й воздушно-десантных бригад Киевского особого военного округа под командованием генерал-майора Матвея Усенко. Незадолго до начала войны корпус был переведён в Одесский военный округ в рамках подготовки к возможному вторжению в Румынию, но вскоре вернулся в Киев. После начала войны корпус участвовал в обороне Киева вместе с 5-й и 6-й армиями. В ходе окружения под Киевом корпус оказался практически полностью уничтожен и 6 августа 1941 года — расформирован.

### Второе формирование
Корпус вновь сформирован в сентябре 1941 года в Приволжском военном округе в составе трёх воздушно-десантных бригад под теми же номерами (1, 204 и 211). Формировался в г. Марксштадт Саратовской области. Тренировки проходили на полигоне в окрестностях Саратова. 24 ноября 1941 года корпус был подчинен Верховному командованию Западного фронта. На следующий день корпус отбыл из Саратова на новые базы под Москвой в районе аэродрома Люберцы. В декабре 1941 года корпус участвовал в воздушно-десантных операциях по дезорганизации действий немецких войск вокруг Москвы. В период с 16 по 17 февраля 1942 года 4-й батальон 204-й воздушно-десантной бригады был переброшен по воздуху в ходе Ржевской операции. В конце февраля и начале марта корпус сражался вокруг Демянска. Во время боев за Демянск корпус был отправлен в тыл немцев в ходе неудачной операции по захвату аэродромов, снабжавших Демянский котёл, но понёс тяжелые потери: только 900 из 8500 человек корпуса вернулись.
В августе 1942 года корпус был преобразован в 37-ю гвардейскую стрелковую дивизию.
Подготовка призывников и младшего начсостава осуществлялась по ускоренным программам трехмесячного обучения. В первые дни своего пребывания в частях они вынуждены были работать в колхозах, обеспечивая себя продуктами питания и помещением для жилья. По причине недостатка положенного вооружения и слабого материального обеспечения к парашютным прыжкам приступили только в конце ноября, а к стрельбе боевыми патронами — в начале декабря. Тем не менее, по обстоятельствам конца 1941 года это была хорошая подготовка.
К 21 декабря 1941 года корпус был сформирован, и в течение недели железнодорожными эшелонами передислоцирован в подмосковные Люберцы. Здесь его части продолжили парашютную и боевую подготовку, находясь с 11 января 1942 года в постоянной готовности для выполнения боевой задачи. Особое внимание на этом этапе, как отмечается в Журнале боевых действий корпуса, уделялось тактической подготовке — «сколачиванию» (слаживанию) рот и батальонов.
Один батальон 204 вдбр в феврале 1942 года был выброшен в районе окружения 29-й армии Калининского фронта для помощи прорыва её из окружения. В марте-апреле 1942 года вся 204 вдбр принимала участие в Демянской операции. Переброшенные на автомашинах к фронту и просочившиеся через разрывы в линии фронта десантники действовали в тылу кольца окружения Демянской группировки противника. Целью их был захват аэродрома, с которого шло снабжение окруженных немцев и диверсии в тылу у них. Слабое вооружение десантников и недостаток снабжения не позволил им успешно решить поставленные задачи. Бригада понесла большие потери. Почти не получая снабжения, имея много раненых части бригады прорвались к своим в середине апреля 1942 года.
211 вдбр использовалась для помощи в прорыве кавкорпуса генерал-лейтенанта П. А. Белова из окружения, который ещё в феврале прорвался в тыл немецкой группы армий Центр, позже в районе действия кавалеристов был высажен 4 воздушно-десантный корпус. Действуя в тылу врага нашим войскам удалось освободить большой район вместе с городом Дорогобуж. Однако с наступлением весны, когда дороги в лесном районе подсохли, немецкое командование приступило к операции по разгрому группы П. А. Белова. В конце мая 1942 года стало ясно, что малочисленным частям 1-го кавалерийского и 4-го воздушно-десантного корпусов удерживать дальше занимаемые в тылу противника районы становится трудно. Прорвать кольцо окружения извне не удавалось. Для вывода остатков группы П. А. Белова из окружения была подготовлена воздушно-десантная операция к которой привлекались 23-я и 211-я воздушно-десантные бригады. В течение трёх ночей (с 29 мая по 3 июня 1942 года) бригады были высажены в тылу у немцев. Совершив 200 километровый рейд в тылу врага, десантники вместе с остатками 4 вдк и кавалеристов П. А. Белова прорвались к своим 23 июня 1942 года. Потери при прорыве были очень тяжелыми (есть данные, что из 2500 высадившихся обратно прорвалось только 200 человек), однако группа П. А. Белова была выведена из окружения.
1 вдк в марте 1942 года была направлена на Волхов, где планировалась её участие в высадке десанта, в ходе дальнейшего продолжения Любанской операции. Однако высадки десанта не было и весной бригада вернулась в Подмосковье.
В августе 1942 года на базе 1 вдк была сформирована 37-я гвардейская стрелковая дивизия. 1-я воздушно-десантная бригада была преобразована в 109-й гвардейский стрелковый полк, 204-я воздушно-десантная бригада была преобразована в 114-й гвардейский стрелковый полк, 211-я воздушно-десантная бригада была преобразована в 118-й гвардейский стрелковый полк.

## Состав
- 1-я воздушно-десантная бригада
- 204-я воздушно-десантная бригада
- 211-я воздушно-десантная бригада

## Командиры
- Жолудев Виктор Григорьевич, генерал-майор — с 6 августа 1942 года по 8 апреля 1943 года.